# Токаревский, Константин Михайлович
Токаревский Константин Михайлович (5 апреля 1857 — 3 февраля 1904, Санкт-Петербург) — кораблестроитель, старший помощник судостроителя, полковник Корпуса корабельных инженеров, главный строитель крейсера «Аврора».

## История
Токаревский Константин Михайлович родился 5 апреля 1857 года. В службе с 1876 года. В 1879 году окончил кораблестроительное отделение Технического училища Морского ведомства в Кронштадте с присвоением звания кондуктора. В 1880 году произведён в первый офицерский чин Корпуса корабельных инженеров.
С 1879 года возглавлял ремонт кораблей в Кронштадте. В 1882—1888 годах участвовал в строительстве плавучих доков. С 1892 года был наблюдающим за постройкой учебного судна «Воин» в Швеции на верфи Нового акционерного общества заводов Мотала. Принимал участие в постройке крейсера «Рюрик» и эскадренного броненосца «Сысой Великий».
В 1894 году К. М. Токаревский под руководством судостроителя Г. Ф. Шлезингера приступил к строительству канонерской лодки «Храбрый» в Новом Адмиралтействе. Корабль вступил в строй в сентябре 1897 года, находился в составе отечественного флота более 60 лет, участвовал в двух мировых войнах. 18 декабря 1895 года корабельный инженер Токаревский заложил в Новом Адмиралтействе канонерскую лодку «Гиляк», вступила в строй в июне 1898 года. Участвовала в Русско-японской войне. Затонула 25 ноября 1904 года на внутреннем рейде Порт-Артура от попадания нескольких японских снарядов, была взорвана экипажем.

### Главный строитель крейсера «Аврора»

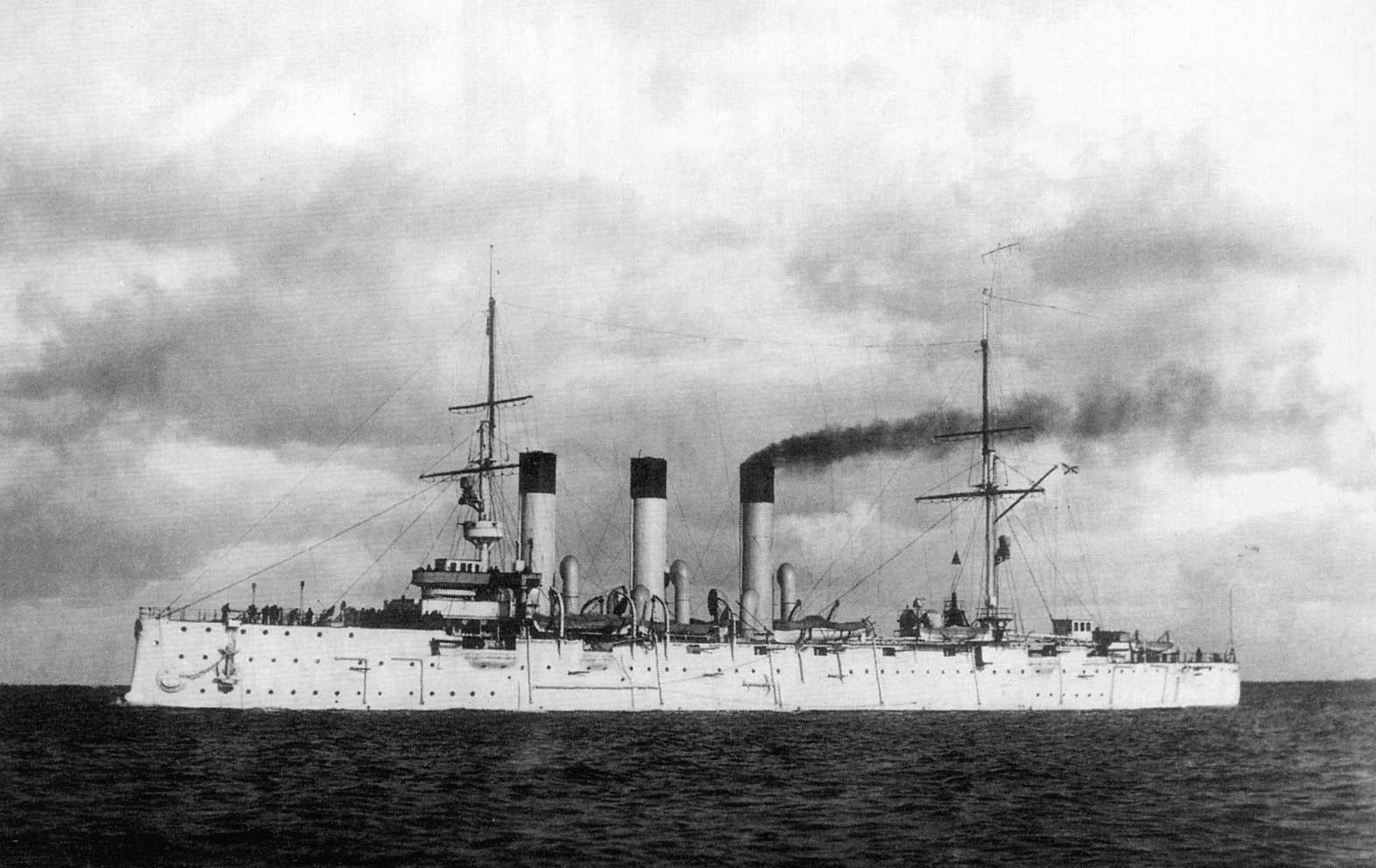
Крейсер «Аврора» на испытаниях 14 июня 1903 года

10 октября 1898 года младший судостроитель К. М. Токаревский был назначен главным строителем крейсера «Аврора», сменив в этой должности корабельного инженера Э. Р. де Грофе (главный строитель крейсера с 3 июня 1896 года), который получил новое назначение на постройку крейсера «Аскольд» в Германии.
11 мая 1900 года крейсер 1 ранга «Аврора» благополучно был спущен на воду, «причем перегиби и течи не оказалось…» — докладывал в рапорте строитель крейсера старший помощник судостроителя К. М Токаревский.
В декабре 1901 года Токаревского, в должности главного строителя крейсера, сменил старший помощник судостроителя Н. Н. Пущин, а на последнем этапе постройки — А. А. Баженов.
Параллельно со строительством крейсера «Аврора» К. М. Токаревский в 1899 году был назначен строителем броненосца «Бородино». Строительство корабля проходило на верфи «Новое Адмиралтейство» под общим руководством главного корабельного инженера порта Д. В. Скворцова. Осенью 1901 года строители Д. В. Скворцов и К. М. Токаревский, получили денежное вознаграждение за «скорую и успешную постройку» броненосца.
Константин Михайлович Токаревский умер 3 февраля 1904 года на заключительном этапе постройки броненосца «Бородино» (в Словаре биографическом морском Доценко В. Д. ошибочно указан год смерти — 1927).

## Награды
- Орден Святой Анны (1894)
- Орден Святого Станислава 2 степени (6 декабря 1901)
- Серебряная медаль «В память царствования императора Александра III» (1896)[1]

## Семья
- Отец — Михаил Яковлевич (1809—1858) — военный моряк, гидрограф, помощник директора Балтийских маяков, его именем названы мыс Токаревского, Токаревская кошка, маяк Токаревского и две улицы во Владивостоке.
- Брат — Александр (род. 1849) — военный моряк, автор статьи в журнале «Русское судоходство» № 169 «Искалеченные броненосцы»[4].
- Брат — Николай служил во Владивостоке военным инженером, строил Минный городок[10].